# Peruth Chemutai
Peruth Chemutai (Kapchorwa, 10 juli 1999) is een atlete uit Oeganda. Ze is gespecialiseerd in de 3000 m steeple. Ze nam tweemaal deel aan de Olympische Spelen en werd eenmaal olympisch kampioene. Ze was hiermee tevens de allereerste Oegandese vrouw die een olympische medaille won.

## Biografie

### Het begin
Als kind droomde Chemutai ervan om dokter te worden of onderwijzeres. Dat veranderde toen zij in 2013 als toeschouwer de District Atletiekkampioenschappen in Bukwo bijwoonde. Ze raakte gepassioneerd door hetgeen zij daar zag. Het was het begin van wat zou uitmonden in een leven dat volledig is gewijd aan de atletieksport. "Wat ik zag beviel mij. Ik wilde dat ook proberen." Een paar dagen later liep ze hard met een paar geroutineerde atleten en ontdekte toen, dat zij er ook goed in was. "Ik kon de strijd aangaan met enkele atleten die van hardlopen hun beroep hadden gemaakt. Toen besloot ik dat ook te gaan doen."

### Eerste successen
Twee jaar later nam Chemutai deel aan de Gemenebestspelen voor junioren in Apia en veroverde haar eerste medailles: tweemaal zilver op de 1500 en de 3000 m. In 2016 nam zij deel aan de wereldkampioenschappen veldlopen in Kampala en finishte bij de junioren onder 20 jaar (U20) als zevende. Later dat jaar was zij ook present op de wereldkampioenschappen U20 in Bydgoszcz, Polen. Ook hier werd ze zevende, nu op de 3000 m steeple. Ze slaagde er tevens in om zich op dit onderdeel te kwalificeren voor de Olympische Spelen in Rio de Janeiro.

### Olympisch debuut
In Rio maakte Chemutai dus haar olympisch debuut. Ze was toen zeventien jaar oud. Door haar onervarenheid kwam zij echter niet verder dan haar serie; zij verloor te veel snelheid bij het overschrijden van de horden en door haar onhandige landingen in de waterbak. Desondanks verliet zij met opgeheven hoofd het olympische strijdtoneel, want zij had haar persoonlijk beste prestatie verbeterd.
In 2018 nam Chemutai deel aan de WK U20 in Tampere, Finland. Ditmaal wist zij op de 3000 m steeple in 9.18,87 de zilveren medaille in de wacht te slepen. Een week later liep zij tijdens de Herculis-meeting in Monaco opnieuw een 3000 m steeple. In het zeer sterke veld kwam zij weliswaar niet verder dan een zesde plaats, maar haar tijd van 9.07,94 leverde haar wel een nationaal record op.
Een jaar later was zij opnieuw present op de WK veldlopen, die plaatsvonden in het Deense Aarhus. Ze werd vijfde, ditmaal bij de senioren, maar wist met haar deelnemende landgenotes in het landenklassement de bronzen medaille te veroveren. Later dat jaar, op de wereldkampioenschappen in Doha, eindigde zij als vijfde in 9.11,08, haar beste seizoentijd.

### Olympisch kampioene
Tijdens de Olympische Spelen van Tokio in 2021 won Chemutai de gouden medaille, de allereerste olympische medaille van een Oegandese vrouw. Het was een verrassende overwinning, want voorafgaand aan de race werden wereldrecordhoudster en tevens regerend wereldkampioene Beatrice Chepkoech en de wereldkampioene van 2015 Hyvin Jepkemoi, beiden uit Kenia, getipt als de beste kanshebsters voor het goud. Chemutai was in de finale van de 3000 m steeple echter iedereen te snel af en finishte in 9.01,45, een ruime verbetering van haar eigen nationale record uit 2018.

## Titels
- Olympisch kampioene 3000 m steeple - 2020

## Persoonlijke records
Outdoor
| Onderdeel      | Prestatie    | Datum            | Plaats   |
| -------------- | ------------ | ---------------- | -------- |
| 800 m          | 2.09,25      | 1 juni 2019      | Kampala  |
| 1500 m         | 4.17,18      | 29 mei 2016      | Oordegem |
| 3000 m         | 9.12,60      | 22 mei 2021      | Kampala  |
| 3000 m steeple | 9.01,45 (NR) | 4 augustus 2021  | Tokio    |
| 10 km          | 34.12        | 19 november 2017 | Kampala  |

## Palmares

### 3000 m steeple
- 2016: 7e WK U20 - 9.49,29
- 2016: 7e in serie OS - 9.31,03
- 2017: 8e in serie WK - 9.43,08
- 2018:  WK U20 - 9.18,87
- 2018: 6e Herculis - 9.07,94 (NR)
- 2018: 5e Afrikaanse kamp. - 9.45,42
- 2019: 5e WK - 9.11,08
- 2021:  OS - 9.01,45 (NR)

### veldlopen
- 2017: 7e WK U20 (6 km) - 19.29
- 2019: 5e WK (10 km) - 36.49 ( in het landenklassement)

2008: Goelnara Samitova-Galkina ·
2012: Habiba Ghribi ·
2016: Ruth Jebet ·
2020: Peruth Chemutai ·
2024: Winfred Yavi